# 宮城賢秀
宮城賢秀（みやぎ けんしゅう、1946年4月4日- ）は、日本の小説家。
中華民国台湾省高雄市生まれ。沖縄県那覇市の神原中学校を卒業後、数々の職業を経験し、1992年より文筆に専念。時代小説の気鋭として活躍している。江戸時代の史実に取材した伝奇・剣豪小説を得意とするが、近年は近代史の分野にも進出。文庫オリジナル作家である。竹中労の元書生。日本文芸家クラブ会員。

## 著書
- 戦後・戦争映画史 〔ボク〕東春秋社・島津書房 1991年4月
- 天保刺客群像 1992年10月 (春陽文庫) 「刺客稼業」2001年9月 (廣済堂文庫)
- 琉球示現流秘蝶剣 春陽文庫

若さま御用帳 正続 1993年 「示現流必殺剣」「示現流秘蝶剣」2001年 (廣済堂文庫) 「刺客狩り」双葉文庫
新若さま御用帳 1994年10月 「閃刃」廣済堂文庫
若さま信濃路を行く 1995年10月 「斬奸」廣済堂文庫
若さま奥州路を行く 1996年11月 「刀魂」廣済堂文庫
- 御用盗 幕末風雲録 1994年3月 (広済堂文庫) 「幕末志士伝赤報隊」2000 (ハルキ文庫)
- 幻のブルー・フィルム 創現社出版 1994年6月 「遥かなる幻影」ワンツーマガジン社 2003
- 南町奉行所七人衆 広済堂文庫

定町廻り必殺剣 1995年4月
定町廻り無双剣 1995年10月
定町廻り活殺剣 1996年2月
定町廻り飛竜剣 1996年6月
定町廻り蒼竜剣 1996年11月
- 妖怪犯科帳 鳥居甲斐守忠耀事件控 徳間文庫

妖怪犯科帳 1997年6月 「阿修羅剣」学研M文庫
蛮社の獄 1998年2月 「伐折羅剣」学研M文庫
薩摩暗躍 1998年7月 「摩虎羅剣」学研M文庫
凶刃 1999年9月 「天魔斬剣」学研M文庫
北の桜南の剃刀 1999年3月 「羅刹剣」学研M文庫
- 琉球御庭番事件帳 実業之日本社 1997年10月 (Joy novels) 「薩摩・御庭番が疾る」2001 (廣済堂文庫)
- 八丁堀親子鷹 北町奉行所捕物控 廣済堂文庫、のち「八丁堀父子鷹」桃園文庫

八丁堀親子鷹 北町奉行所捕物控 1997年3月
紀州新宮鷹撃剣 1997年7月
野州黒羽鷹爪剣 1997年11月
奥州仙台鷹隼剣 1998年4月
八丁堀親子鷹 5 1998年8月
- 一橋隠密帳 ケイブンシャ文庫 のち廣済堂文庫

一橋隠密帳 1997年12月 「血闘」2003 (廣済堂文庫)
2 紀州徳川家世子暗殺秘聞 1998年4月「殺掠」廣済堂文庫
3 彦根藩年貢縮緬抜荷秘聞 1998年8月「策謀」廣済堂文庫
4 阿蘭陀商館阿片密売秘聞 1999年1月
大目付一件帳 庶藩探索方控 1-3 1998年-1999年 (廣済堂文庫) のちハルキ文庫
老中首座失脚 2
盛岡藩の暗闘 3
- 闘剣 間宮林蔵隠密控 1998年12月 (青樹社文庫)
- 大江戸処刑人 御小人目付事件控 1998年7月 (桃園文庫) のちコスミック・時代文庫
- 徒目付事件控 青樹社文庫、のち学研M文庫

剣狼 1998年8月
剣魂 1999年6月
剣賊 1999年11月
- 賞金稼ぎ惨殺剣 ケイブンシャ文庫 のち双葉文庫

賞金稼ぎ惨殺剣 1999年4月 「賞金稼ぎ」双葉文庫
旗本屋敷の女首領 1999年10月 「女首領」双葉文庫
室町公方の遺刀 2000年3月 「将軍の遺刀」 双葉文庫
- 柳生隠密帳 幕府探索方控 1-3 廣済堂文庫、1999年-2000年 のちコスミック時代文庫
- 群狼狩り 寺社奉行吟味物調役事件控 2000年6月 (桃園文庫)
- 多羅尾佐介甲賀隠密帳 (ケイブンシャ文庫) のちハルキ文庫

三代将軍の密命 2000年8月
甲州街道密殺剣 2001年12月
逆賊の群れ 2001年2月
密命斬殺剣 2001年6月
奥州必殺闇街道 2002年4月
- 徒目付探索控

暗闘斬刃 徒目付探索控 2000年11月 (青樹社文庫)
暗闘斬刃 2003年2月 (学研M文庫)
- 裏お庭番探索控 光文社文庫

将軍の密偵 2000年2月
将軍暗殺 2000年8月
斬殺指令 2000年11月
公儀隠密行 2001年9月
隠密影始末 2002年2月
- 隠密助太刀稼業 ハルキ文庫

隠密助太刀稼業 2000年5月
大和新陰流 2000年9月
十三の敵討ち 2001年6月
老盗賊の逆襲 2002年6月
- 凶悪狩り 道中奉行裏探索方事件控 2000年12月 (桃園文庫) のち双葉文庫
- 長谷川平蔵事件控 幻冬舎文庫 のちコスミック時代文庫

神稲小僧 2000年10月
謎の伝馬船 2000年12月
江戸騒擾 2001年10月
蜂須賀小六の末裔 2002年10月
- 上皇の首 御庭番暗闘録 2000年3月 (徳間文庫) 「御庭番隠密控」桃園文庫
- おろしゃ小僧常吉 2001年10月 (ハルキ文庫)
- 血の報償 用心棒稼業 2001年3月 (徳間文庫) のち双葉文庫
- 賞金首 (光文社文庫)

賞金首 2001年1月
鏖殺 2001年5月
乱波の首 2001年11月
千両の獲物 2002年5月
謀叛人の首 2003年2月
- 裏目付犯科帳 2001年6月 (廣済堂文庫) のちコスミック・時代小説文庫
- 一橋慶喜隠密帳 (光文社文庫)

隠密目付疾る 2002年11月
伊豆惨殺剣 2003年7月
闇の元締 2004年1月
阿蘭陀麻薬商人 2004年10月
安政の大地震 2005年6月
- 道中奉行隠密帳 (学研M文庫)

道中奉行隠密帳 2002年2月
美濃路の決闘 2002年6月
日光斬殺剣 2002年12月
斬人斬馬剣 2003年4月
東海非情剣 2003年8月
- 雄呂血 異聞・真忠組隊士 2003年2月 (廣済堂文庫) のち桃園文庫
- 闘剣 備場掛手付控 2003年6月 (学研M文庫)
- 群狼狩り 寺社奉行吟味物調役事件控 2003年10月 (コスミック・時代文庫)
- 必殺剣 内与力捕物帳 2003年9月 (双葉文庫)

無双剣 2004年7月 (双葉文庫)
- 近衛前久隠密帳 2003年6月 (ハルキ文庫)
- 火付盗賊改 2004年1月 (学研M文庫)

影富五人衆 2004年5月
惨殺追跡行 2004年12月
血闘御用船 2005年10月
血風闇街道 2006年1月
- 戦国群盗伝 2004年3月 (廣済堂文庫)

家康の隠密 2004年6月 (廣済堂文庫) のちハルキ文庫
- 忍びの女 2004年9月 (徳間文庫)

秘命家康暗殺 2005年5月
関ケ原合戦 2006年3月
- 隠密御用一刀流 2004年6月 (ハルキ文庫)

青竜の剣 2004年8月
将軍義輝の死 2005年6月
- 血陣 吉宗の御庭番 2005年2月 (双葉文庫)
- 月下の三つ巴 平八捕物帳 2006年5月 (学研M文庫)

落とし胤 2006年10月
待ち伏せ 2007年4月
京の仇討ち 2007年11月
- 義弘敗走 慶長風雲録 2006年8月 (光文社文庫)
- 陰謀ノ砦 隠密助太刀稼業 2006年9月 (ハルキ文庫)
- 公儀刺客七人衆 2007年1月 (徳間文庫)

偽金造り 2007年7月
闇商人 2008年3月
- 葵の剣客 享保武芸帳 2007年6月 (ハルキ文庫)
- 先手刺客 吉宗の隠密 2007年12月 (だいわ文庫)
- 東宝争議の闇 昭和戦後暗闘史 2008年9月 (学研M文庫)
- 暴れ琉人剣 天保三国志 2008年4月 (ハルキ文庫)
- 隠密の掟 2008年10月 (ハルキ文庫)
- 暗躍 大久保利通の密偵 2008年12月 (ハルキ文庫)
- 辻政信と消えた金塊 昭和戦後暗闘史 2009年4月 (学研M文庫)
- 将軍舎弟隠密帳 2009年10月 (学研M文庫)

掟破り 2010年3月
裏稼ぎ 2010年8月
闇討ち 2011年1月
- 龍虎隠密帳 2009年8月 (ハルキ文庫)
- 八丁堀の虎 2010年8月 (ハルキ文庫)